# Santa Anastasia (título cardenalicio)
Sant'Anastasia es un título cardenalicio creado por el Papa Evaristo en torno al 105.
Se incluyó más tarde entre los del sínodo romano celebrado el 1 de marzo del 499. La iglesia en la que se inspira está al pie del monte Palatino. Esta posición es una excepción habida cuenta de que los 24 títulos en la época del Papa Marcelo I estaban extramuros de Roma, mientras que los diáconos estaban intramuros. De acuerdo con el catálogo de Peter Mallia, compilado durante el papado de Alejandro III, el título se agrega a la Basílica de San Pedro y sus sacerdotes celebran misa por turno.

## Titulares
- Evaristo, como creador, (105).
- Vacante
- San Girolamo (366?-420)
- Anastasio (circa 500-?)
- Eustrasio (731-prima del 745)
- Leone (745-prima del 761)
- Clemente (761-?)
- Gregorio (771-?)
- Giorgio (853-?)
- Domno (o Domnus, o Donnus, o Domenico) (964-?)
- Giovanni (1044-prima del 1061)
- Gaudenzio (1061-1063)
- Ponone (o Penno) (1063-1073)
- Cunon (o Conon o Conone), Canónigo regular (1073-1088)
- Juan de Lodi (1088-1099)
- Bosone (o Bobone) (circa 1116-1122)
- Teobaldo Boccapecora (1099 o 1122-1124)
- Pierre (1126 o 1127-circa 1134)
- Azzone degli Atti da Todi (?) (1134-1139)
- Rabaldo (o Ribaldo, o Rambaldo, o Ribaud) (1139-1142)
- Giovanni Pizzuti, Canónigo regular (1158-circa 1182)
- Andrea Boboni Orsini (1188-1189)
- Boson d'Arles (1189-circa 1190)
- Romano (1191-1194)
- Gregorio Galgano (1198-1202)
- Roger (1205-1213)
- Gregorio Theodoli (1216-1227)
- Giacomo Savelli, in commendam (1254-1285?)
- Pilfort de Rabastens (1320-circa 1330)
- Ademaro Robert (1342-1352)
- Pierre de Salvete Monteruc (1356-1385)
- Pietro Tomacelli (1385-1389)
- Jean Franczon Allarmet de Brogny (1385-1405), pseudocardenal del antipapa Clemente VII
- Enrico Minutoli (o Minutolo) (1389-1405)
- Vicente Valentini de Ribas (1408-circa 1410)
- Guillaume Ragenel de Montfort (1432)
- Vacante (1432-1439)
- Giorgio Fieschi (1439-1449)
- Jordi d'Ornos (1440-1441), pseudocardenal del antipapa Félix V
- Louis de La Palud de Varembon, O.S.B. (1449-1451)
- Vacante (1451-1456)
- Giacomo Tebaldi (1456-1466)
- Giovanni Battista Zeno (o Zen) (1470-1479)
- Paolo Fregoso (o Campofregoso) (1480-1489)
- Antonio Pallavicino (o Antoniotto) (1489)
- Vacante (1489-1493)
- John Morton (1493-1500)
- Antonio Trivulzio (1500-1505)
- Robert Guibé (1505-1513)
- Vacante (1513-1517)
- Antoine Bohier du Prat, O.S.B. (1517-1519)
- Lorenzo Campeggio (1519-1528)
- Antoine du Prat (o Duprat) (1528-1535)
- Cristoforo Giacobazzi (o Giacobacci, o Jacobatii) (1536-1537)
- Robert de Lénoncourt (1540-1547)
- Francesco Sfondrati (1547-1550)
- Giovanni Angelo de' Medici (1550-1552)
- Giovanni Poggio (o Poggi) (1552-1556)
- Giovanni Michele Saraceni Girifalco (1557-1565)
- Scipione Rebiba (1565-1566)
- Pietro Francesco Ferrero (Giovanni) (1566)
- Ludovico Simonetta (1566-1568)
- Philibert Babou de la Bourdaisière (1568-1570)
- Antoine Perrenot de Granvelle (1570)
- Stanislaw Hosius (o Hoe, o Hosz) (1570)
- Girolamo da Correggio (1570-1572)
- Giovanni Francesco Gambara (1572-1578)
- Alfonso Gesualdo di Conza (o Gonza) (1578-1579)
- Zaccaria Delfino (o Dolfin) (1579-1583)
- Giovanni Francesco Commendone (1584)
- Pietro Donato Cesi (1584-1586)
- Ludovico Madruzzo (1586-1591)
- Giulio Canani (1591-1592)
- Simeone Tagliavia d'Aragona (1592-1597)
- Bonifacio Bevilacqua (1599-1601)
- Bernardo de Sandoval y Rojas (1601-1618)
- Felice Centini, O.F.M.Conv. (1621-1633)
- Ulderico di Carpegna (1634-1659)
- Federico Sforza (1659-1661)
- Vacante (1661-1665)
- Carlo Bonelli (1665-1676)
- Camillo Massimo (1676-1677)
- Girolamo Gastaldo (1677-1685)
- Federico Baldeschi Colonna (o Ubaldi) (1685-1691)
- Giovanni Battista Costaguti (1691-1704)
- Giovanni Domenico Parracciani (1706-1721)
- Nuno da Cunha e Ataíde (1721-1750)
- Carlo Maria Sacripanti (1751-1756)
- Giacomo Oddi (1756-1758)
- Carlo Vittorio Amedeo delle Lanze (1758-1763)
- Lodovico Calini (1766-1771)
- Vacante (1771-1785)
- Muzio Gallo (1785-1801)
- Ludovico Flangini Giovanelli (1802-1804)
- Ferdinando María Saluzzo (1804-1816)
- Francisco Antonio Javier de Gardoqui y Arriquíbar (1817-1820)
- Kasimir Johann Baptist von Häffelin (1822-1827)
- Cesare Nembrini Pironi Gonzaga (1829-1837)
- Angelo Mai (1838-1854)
- Karl August von Reisach (1855-1861); in commendam (1861-1869)
- Luigi Oreglia di Santo Stefano (1874-1884)
- Carlo Laurenzi (1884-1893)
- Andrea Carlo Ferrari (1894-1921)
- Michael von Faulhaber (1921-1952)
- James Francis Louis McIntyre (1953-1979)
- Godfried Danneels (1983-2019)
- Eugenio Dal Corso (2019-presente)

- Datos: Q919183